# Marco Gradenigo
Marco (Bortolo) Gradenigo (Venetië, 1 april 1663 – Brugine, 14 november 1734) was een prelaat in de republiek Venetië. Hij was achtereenvolgens titulair bisschop, bisschop van Verona (1714-1725) en patriarch van Venetië (1725-1734) tot zijn dood.

## Levensloop

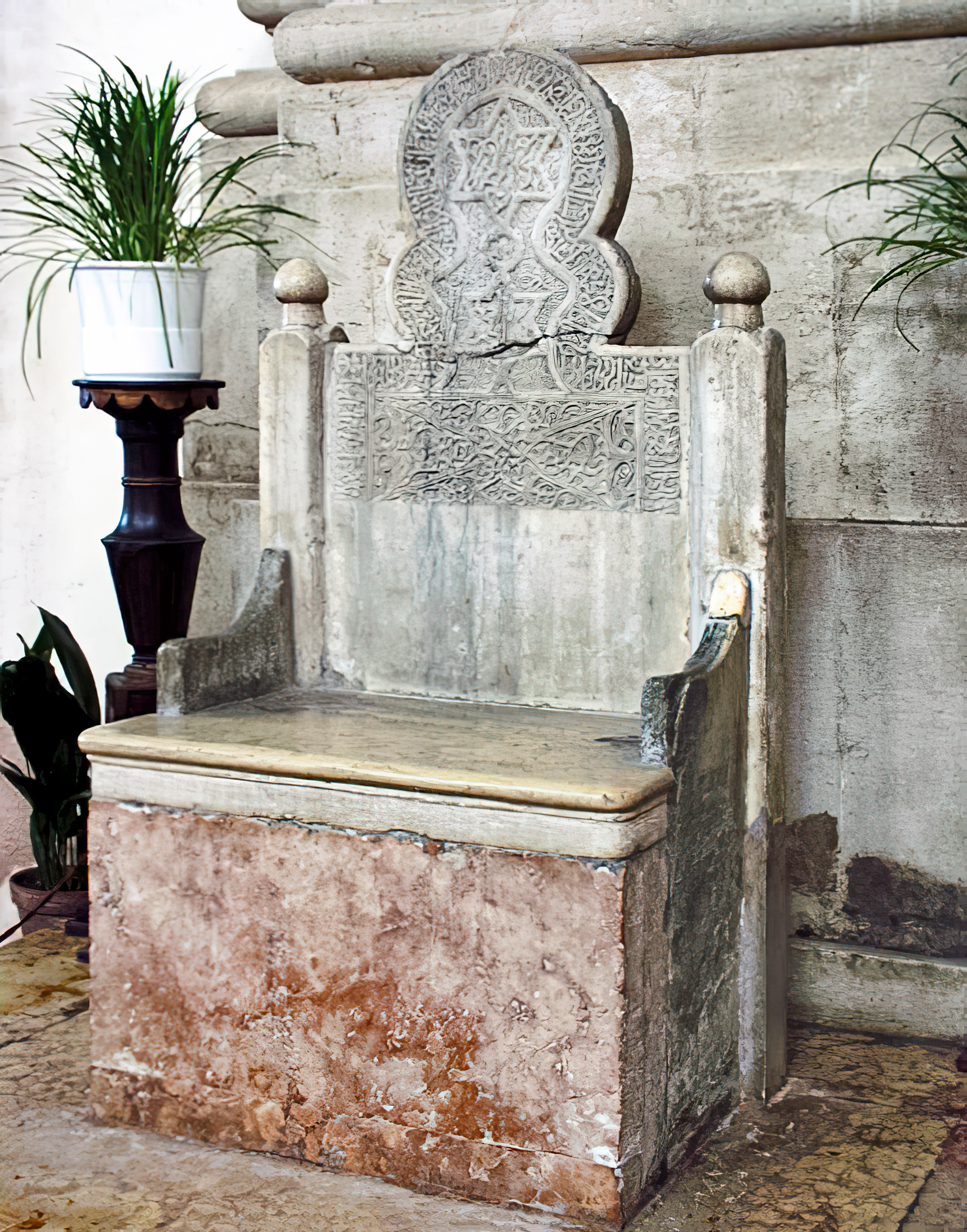
Petrustroon in de voormalige kathedraal San Pietro di Castello in Venetië

Gradenigo was een kind van het echtpaar Gerolamo di Daniele Gradenigo en Donata Foscari di Geroloma. Alle zonen droegen de naam Bortolo; hijzelf was Bortolo II of de tweede zoon Bortolo. Zijn bijnaam Marco werd meer gebruikt. Zijn familie was verwant met bisschoppen en abten in de republiek Venetië.
In 1699 werd hij in het geheim aangesteld als bisschop-coadjutor van de patriarch van Aquileia met het recht van opvolging. Dit akkoord was gesloten tussen de Senaat van Venetië en patriarch Dionigi Dolfin. Gradenigo mocht hierdoor titulair bisschop zijn met de titel van bisschop van Filippopoli of Tilopoli in Isauria (Ottomaanse Rijk). De geheimhouding was nodig om keizer Leopold I van het Heilige Roomse Rijk te verschalken want de keizer bemoeide zich met de investituren in het patriarchaat van Aquileia. Gradenigo werd uiteindelijk geen patriarch, want de nieuwe coadjutor werd Daniele Dolfin, de neef van de patriarch.
Van 1714 tot 1725 was Gradenigo bisschop van Verona. Paus Clemens XI stuurde hem naar Verona in opvolging van Francesco Barbarigo die naar het bisdom Brescia in het koninkrijk Napels moest. In Verona stond Gradenigo bekend als een bisschop die aalmoezen schonk aan de armen.
In 1725 stierf de patriarch van Venetië Pietro Barbarigo. Zes prelaten stelden zich kandidaat om de belangrijkste bisschopstroon van de republiek in bezit te nemen. Onder hen Gradenigo. Gradenigo werd op verzoek van doge Alvise III Mocenigo verkozen tot patriarch van Venetië. Hij moest onmiddellijk Verona verlaten doch mocht bepaalde inkomsten uit Verona behouden voor de rest van zijn leven. Het feest ter inhuldiging van patriarch Gradenigo duurde drie dagen. Het bestond uit een processie, kerkdiensten, een gondeltocht, een straatfeest en een bal in het dogepaleis. Zijn patriarchaat verliep nochtans in soberheid en kostenbeheersing. Gradenigo stond bekend als spaarzaam. Hij legde nooit een pastoraal bezoek af. Het aalmoezen geven, iets waarvoor hij bekend stond in Verona, stopte. Een zeldzame keer schonk hij aan arme jonge vrouwen die op huwen stonden, een bruidsschat. De vloer van zijn kathedraal San Pietro di Castello liet hij weliswaar plaveien met marmer in witte en rode kleuren. 
Hij had een verering voor de eerste patriarch van Venetië Lorenzo Giustiniani, alsook voor de troon van de apostel Petrus. De Petrustroon was volgens de Roomse traditie afkomstig uit Antiochië en Gradenigo liet deze regelmatig in een processie ronddragen. 
Hij stierf in zijn buitenhuis in Campagnola, een dorp in de gemeente Brugine nabij Padua. Zijn vermogen ging naar de familie van zijn broer Bortolo VI alsook naar parochies in Verona en Venetië; zijn testament bepaalde dat behoeftige meisjes een bruidsschat kregen. Patriarch Gradenigo wenste geen praalgraf. Hij werd begraven in het gemeenschappelijk graf van de kanunniken verbonden aan de kathedraal.

Lorenzo Giustiniani · Giovanni Barozzi · Maffeo Gherardi · Thomas Donatus · Marco Cornaro · Gerolamo Querini · Pietro Francesco Contarini · Vincenzo Diedo · Giovanni Trevisan · Lorenzo Priuli · Matteo Zane · Francesco Vendramin · Giovanni Tiepolo · Federico Corner · Gianfranco Morosini · Alvise Sagredo · Gianalberto Badoaro · Pietro Barbarigo · Marco Gradenigo · Francesco Antonio Correr · Aloysius Foscari · Giovanni Bragadin · Fridericus Maria Giovanelli · Ludovico Flangini Giovanelli · Nicola Saverio Gamboni · Francesco Milesi · Ján Krstitel Ladislav Pyrker · Giacomo Monico · Pietro Aurelio Mutti · Angelo Ramazzotti · Giuseppe Luigi Trevisanato · Domenico Agostini · Giuseppe Melchiorre Sarto · Aristide Cavallari · Pietro La Fontaine · Adeodato Giovanni Piazza · Carlo Agostini · Angelo Giuseppe Roncalli · Giovanni Urbani · Albino Luciani · Marco Cé · Angelo Scola · Francesco Moraglia